# Décébale
Décébale (en latin : Decebalus, et en roumain : Decebal), auparavant Diurpaneus, est un roi dace ayant régné de 87 à 106.
Largement oubliée jusqu'à la fin du XIXe siècle, la figure de Décébale comme représentant de la civilisation dace est progressivement mise en avant à partir du règne du roi Carol Ier, à l'image de celle de Vercingétorix en France à la même époque. Il incarne depuis lors une figure mythique et nationale de tout premier ordre pour la Roumanie, aussi bien monarchique que communiste. Il devient, pour les protochronistes actuels tel Napoleon Săvescu, très prolifiques sur Internet et influents auprès des auteurs de manuels scolaires, le « premier chef des Roumains dressés contre toute oppression étrangère ».
Une sculpture géante du visage de Décébale, comme celles du mont Rushmore aux États-Unis a été réalisée dans les Carpates, au-dessus des Portes de Fer, de 1994 à 2004.

## Biographie

### Unification des tribus daces
Après la mort du grand roi Burebista en 44 av. J.-C., la Dacie est partagée entre quatre ou cinq petits royaumes. Cette situation se poursuit jusqu'à ce qu'un certain Diurpaneus tente de consolider le cœur de la Dacie autour de Sarmizégétuse, qui se trouve dans l'actuel județ de Hunedoara en Roumanie. Il réorganise l'armée dace, et en 85, les Daces commencent à attaquer la province romaine fortifiée de Mésie, au sud du Danube.
En 87, Diurpaneus parvient à réunir les différentes parties de la Dacie en faisant alliance avec Parorus, prince des Parthes, ainsi qu'avec les Sarmates et les Chattes.

### Guerre dacique de Domitien
Domitien décide d'envoyer son préfet des gardes prétoriennes, Cornelius Fuscus, pour punir et conquérir les Daces avec quatre ou cinq légions. Deux légions romaines (dont la légion V Alaudae) tombent dans une embuscade et sont battues à Tapae (village de Transylvanie, près de l'actuelle Bucova, dans le județ de Caraș-Severin), et Cornelius Fuscus est tué. Diurpaneus change alors son nom en « Décébale » signifiant « combattant comme dix ».
En 88, Lucius Tettius Iulianus commande une autre armée romaine dans une campagne contre les Daces, mais il est repoussé, et comme les révoltes des Germains sur le Rhin nécessitent une intervention militaire dans l'ouest de l'Empire, les Romains choisissent d'acheter la paix sur le Danube en payant de fortes sommes sous forme de tribut aux Daces.

### Guerres daciques de Trajan
Cette situation humiliante pour les Romains dure jusqu'à l'accession de Trajan au trône de l'Empire romain en 98. La paix restaurée sur le Rhin, Trajan engage une série de campagnes militaires, qui étendront l'Empire romain jusqu'à ses limites maximales.
En l'an 100, Trajan lève une armée qui passe l'hiver en Mésie et il franchit le Danube au printemps de l'an 101. Selon les chroniques moldaves, plus tardives et dont on ne connaît pas les sources, Trajan ne passe pas tout de suite le Danube et c'est Décébale qui vient à sa rencontre en Mésie. Décébale est battu lors d'une nouvelle bataille de Tapae, mais conserve son trône en changeant de statut : il devient roi « client » et sous protectorat romain. Pourtant, trois ans plus tard, Décébale brise le traité et attaque les garnisons romaines en Dacie, forçant les Romains à envoyer de nouveaux renforts.
Après le long siège (en) de Sarmizegetusa en 106, et de multiples combats, les Romains conquièrent finalement la Dacie. Selon Dion Cassius (68, 14, 3), Décébale, son armée battue, se suicide pour ne pas finir esclave ou, comme Vercingétorix à Rome, dans un cachot. Il est possible, selon Nicolae Iorga, qu'il y ait été forcé par ses propres vice-rois (les chefs des diverses tribus), pour les avoir menés à la défaite et dans le contexte d'une reddition et de négociations en cours, d'autant que la monarchie n'était pas unitaire chez les Daces et que Diurpaneus/Décébale, comme son prédécesseur Burebista, ne les avait coalisés qu'à grand-peine et souvent en leur forçant la main.

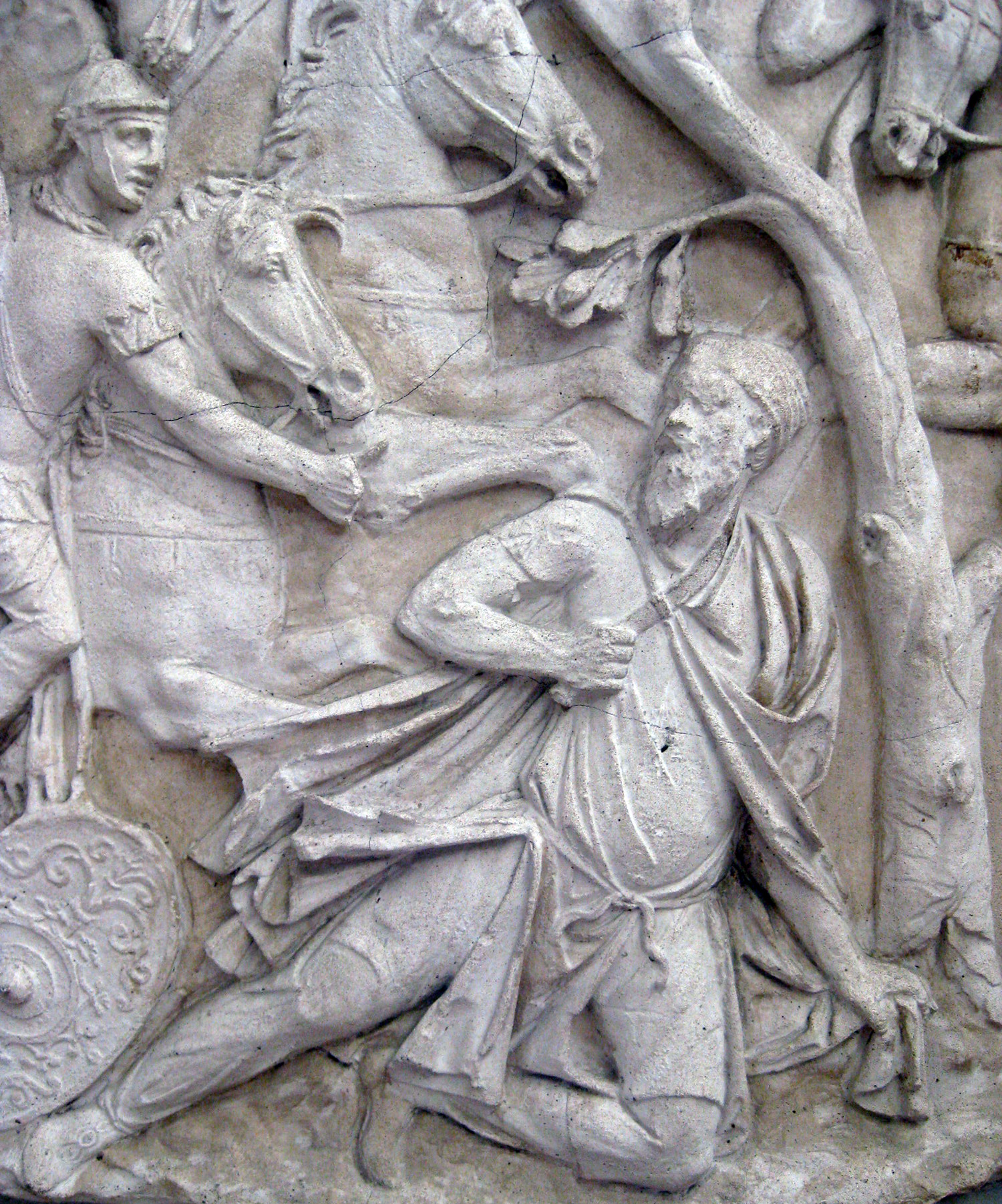
Suicide de Décébale, sur la colonne Trajane.

L'intérêt des Daces pour la Mésie (qui avait appartenu, avant la conquête romaine, au royaume de Burebista), consistait surtout à s'emparer des arsenaux et des bateaux romains ; celui des Romains pour la Dacie s'explique surtout par les mines de sel et la présence de riches filons d'or dans les montagnes d'Alburnus maior et d'Ampelum.
Lors de la seconde campagne de Trajan, c'est l'architecte Apollodore de Damas qui dirigea aux Portes de Fer la construction d'un pont sur le Danube, pour permettre aux légions de traverser le fleuve à pied sec. Trois monuments commémorant la conquête de la Dacie par les Romains existent encore :
- la colonne Trajane à Rome ;
- le Trophée de Trajan à Adamclisi ;
- la Table de Trajan aux Portes de Fer.

En outre, on voit sur l'arc de Constantin, à Rome, des statues de Tarabostes (aristocrates daces) prisonniers, probablement prélevées sur le forum de Trajan.

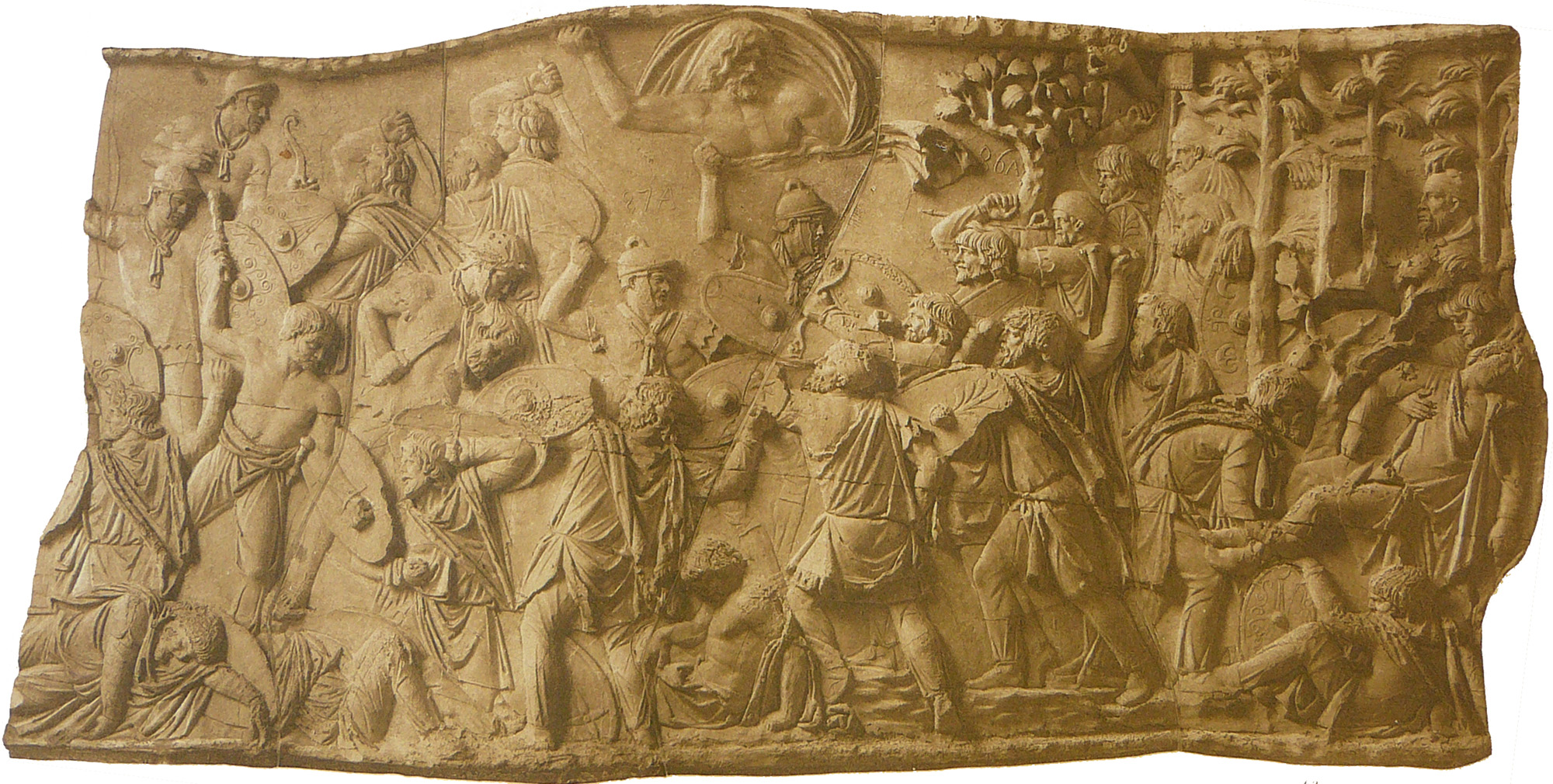
Bataille de Tapae de 101, sur la colonne Trajane.
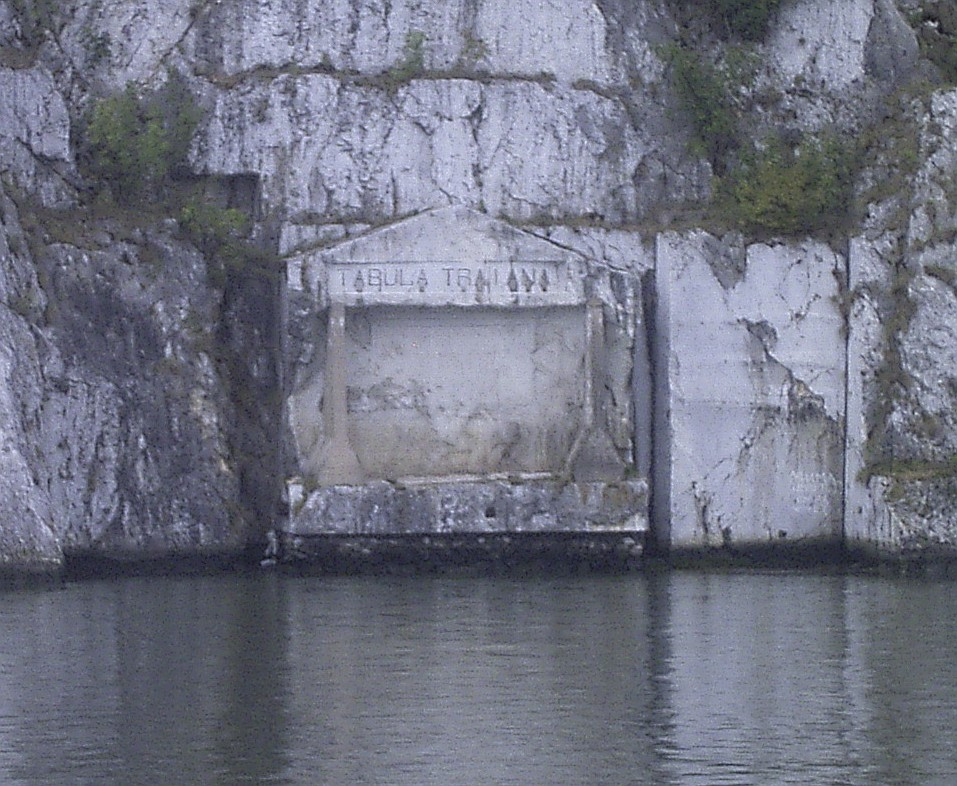
La Table de Trajan.
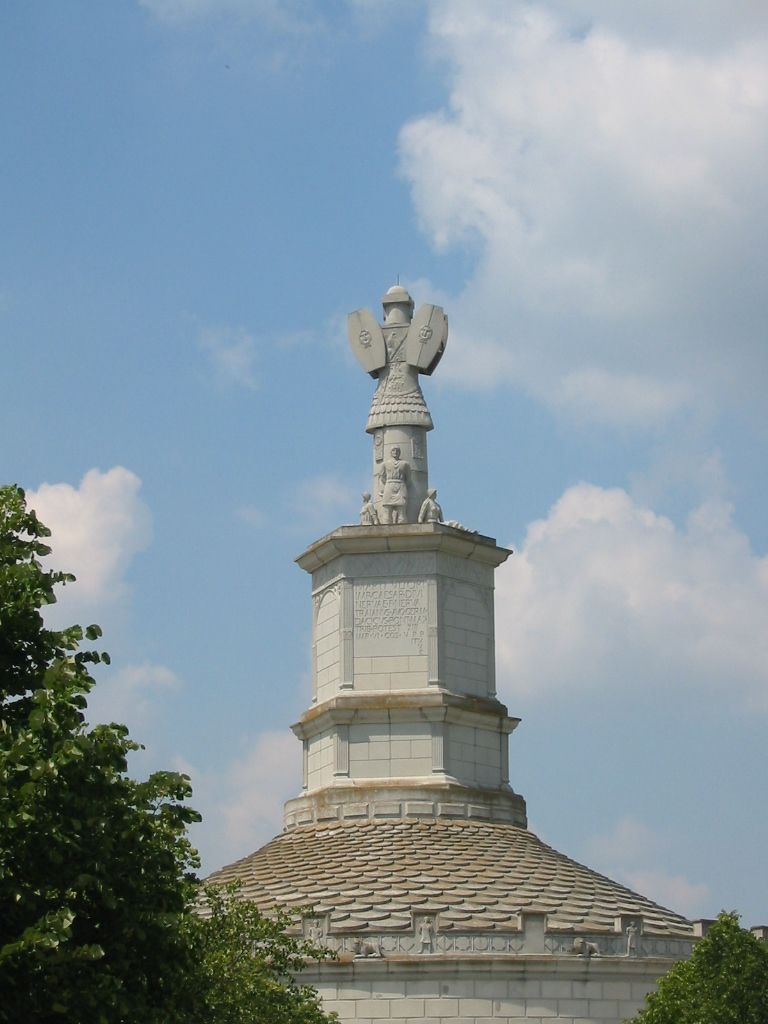
Le trophée de Trajan à Adamclisi.
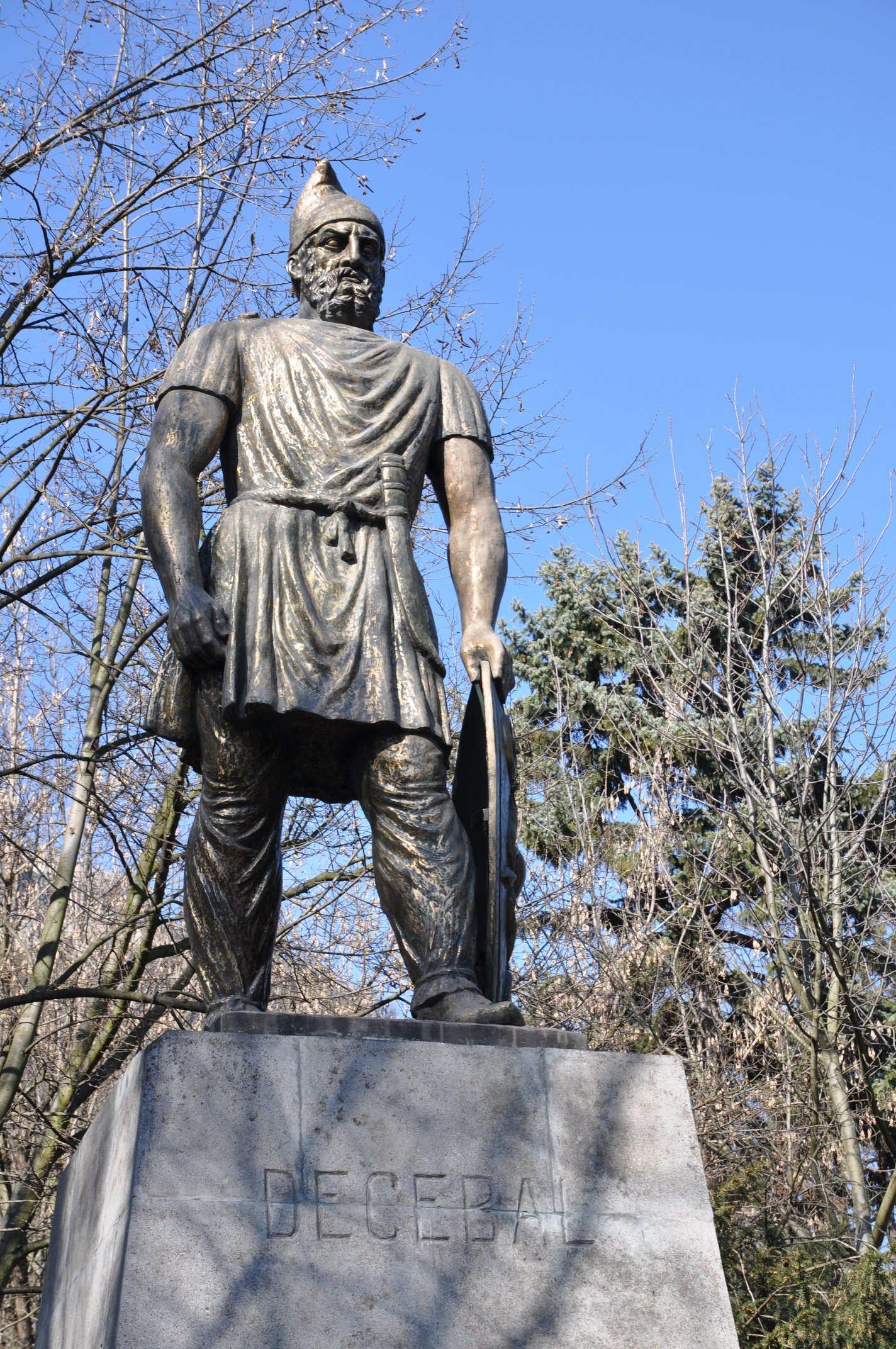
Statue de Décébale
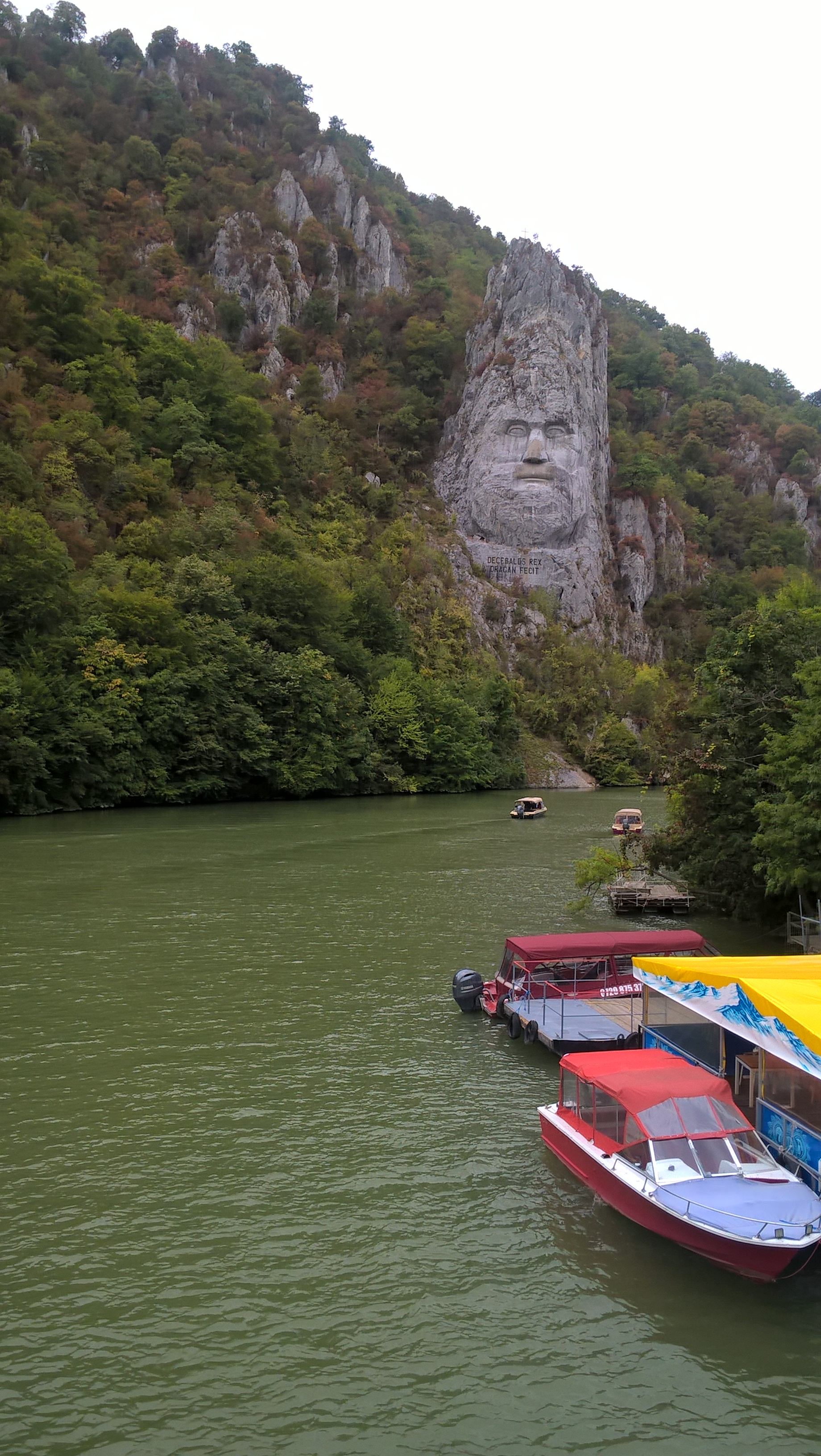
Sculptée en 1994 dans la roche, la tête de Décébale